# Безиц (Мекленбург)
Безиц (њем. Besitz) општина је у њемачкој савезној држави Мекленбург-Западна Померанија. Једно је од 89 општинских средишта округа Лудвигслуст. Према процјени из 2010. у општини је живјело 477 становника. Посједује регионалну шифру (AGS) 13054009.

## Географски и демографски подаци
Безиц се налази у савезној држави Мекленбург-Западна Померанија у округу Лудвигслуст. Општина се налази на надморској висини од 10 метара. Површина општине износи 22,3 km².

## Становништво
У самом мјесту је, према процјени из 2010. године, живјело 477 становника. Просјечна густина становништва износи 21 становника/km².

## Међународна сарадња
| Мјесто | Држава | Врста сарадње | Од    |
| ------ | ------ | ------------- | ----- |
|        | Пољска | партнерство   | 1992. |
| Извор  |        |               |       |